# Protocole de Rimini
Le Protocole de Rimini (ou protocole d’Uppsala) est une proposition faite par le géologue Colin Campbell en 2003. En octobre 2003, il a présenté son idée de protocole d'épuisement du pétrole lors de la XXIXe conférence annuelle "The Economy of the Noble Path" du Centre international de recherche Pio Manzù à Rimini, en Italie.
Ce protocole a pour objectif de stabiliser les prix du pétrole et de minimiser les effets du pic pétrolier qui va inéluctablement se produire. Pour atteindre cet objectif, l'idée est que les pays producteurs s'engagent à ne pas produire au-delà de leur taux de diminution de production courant, qui est défini sur la production annuelle en tant que pourcentage de la quantité estimée restant à produire, et dans le même temps les pays importateurs s'engagent à réduire leurs importations pour qu'elles correspondent au taux de diminution de production mondiale.